# Faido
Faido (in tedesco Feit o Pfaid, desueti, in dialetto ticinese Faid) è un comune svizzero di 2 908 abitanti del Canton Ticino, e capoluogo del distretto di Leventina, parte della Regione Tre Valli. Nel 2006 ha inglobato i comuni soppressi di Calonico, Chiggiogna e Rossura, nel 2012 quelli di Anzonico, Calpiogna, Campello, Cavagnago, Chironico, Mairengo e Osco e nel 2016 quello di Sobrio.

## Geografia fisica

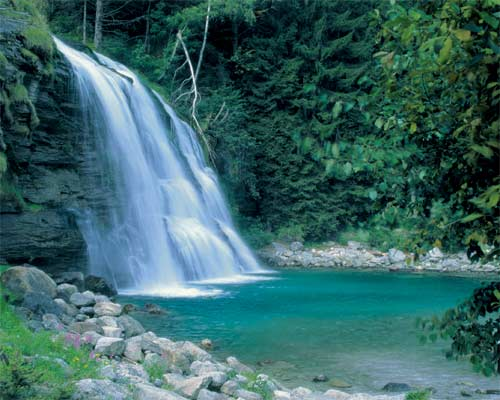
La cascata della Piumogna a Faido

Posto in Val Leventina, gode di un buon soleggiamento con un numero moderato di precipitazioni annue.

## Origini del nome
Il nome è con molta probabilità derivato dal dialetto Faètt ("faggeto") e dall'antico nome tedesco Pfaid.
Faido, anticamente scritto Fajdo, con pronuncia della J come “gi” dolce o la “j” pronunciata in francese, mentre sotto il dominio Urano, a lingua tedesca, la j viene pronunciata “i”, da cui si è poi adeguata la pronuncia alla scrittura italiana diventando l'attuale Faido. Fajdo significava “faggeto”; piante autoctone che si trovano ancora a crescita spontanea nella zona, ma che abbondavano prima che la valle fosse piantumata, già prima dell'Ottocento, a pini, abeti e larici a scopo principalmente edilizio.

## Storia
Il 10 aprile 2016 ha inglobato il comune soppresso di  Sobrio.

## Monumenti e luoghi d'interesse
- Chiesa prepositurale di Sant'Andrea, attestata nel XIII secolo[1];
- Convento dei cappuccini, fondato nel 1607[1];
- Chiesa di San Francesco d'Assisi, del 1608[1][3];
- Antico edificio del Pretorio [senza fonte];
- Casa Selvini,[4] nota anche come casa del Gottardo,[3] dimora in legno ornata da alcuni bassorilievi risalenti al 1582[3][4];
- Torre dei Varesi, dimora di epoca medievale[1].
- Cascata della Piumogna [5]

## Società

### Evoluzione demografica
L'evoluzione demografica è riportata nella seguente tabella:
Abitanti censiti

## Geografia antropica

### Frazioni
- Anzonico
- Calonico
- Calpiogna
  - Primadengo
  - Prodör
- Campello
  - Carì
- Cavagnago
- Chinchengo
- Chiggiogna
  - Fusnengo
  - Lavorgo
- Chironico
  - Cala
  - Chiesso
  - Doro
  - Gribbio
  - Grumo
  - Nivo
  - Olina
  - Osadigo
- Mairengo
  - Polmengo
  - Raslina
  - Tortengo
  - Tarnolgio
  - Predelp
- Osco
  - Brusgnano
  - Freggio
  - Vigera
  - Sompréi
- Rossura
  - Figgione
  - Tengia
  - Molare
- Sobrio
  - Ronzano
  - Villa

## Amministrazione
Ogni famiglia originaria del luogo fa parte del cosiddetto comune patriziale e ha la responsabilità della manutenzione di ogni bene ricadente all'interno dei confini del comune. Presidente dell'ufficio patriziale: Edo Tagliabue; presidente dell'ufficio patriziale di Molare: Alessandro De Maria; presidente dell'ufficio patriziale della degagna di Tarnolgio in Piano: Mauro Lentini; presidente dell'ufficio patriziale della degagna di Chinchengo: Claudio D'Alessandri.